# François-Ernest Dutilleul

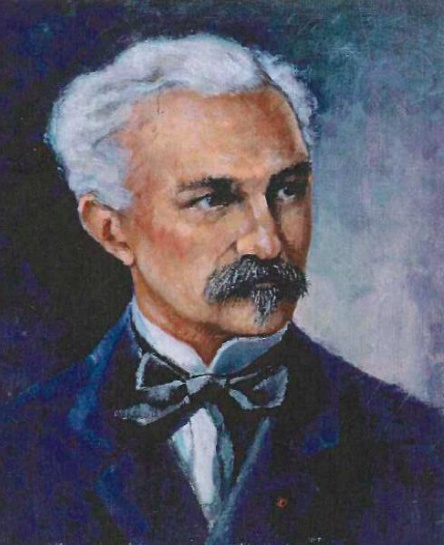
François-Ernest Dutilleul

François-Ernest Collart Dutilleul (* 7. März 1825 in Paris; † 5. Mai 1907 ebenda) war ein französischer Bankier und Politiker der Dritten Republik.

## Leben
François-Ernest Dutilleul war der Sohn von Jules Collart Dutilleul, Generalstaatsanwalt am Rechnungshof, und Pauline Martine Akermann, der Schwester von François Adolphe Akermann sowie der Neffe des Grafen Mollien und der Schwiegersohn von François-Sophie-Alexandre Barrillon. Er begann seinen Verwaltungsdienst 1843 als Angestellter im Finanzministerium und übte, nachdem er die mittleren Stufen der Hierarchie durchlaufen hatte, das Amt des Finanzinspektors aus. Im Jahr 1866 wurde er zum Generaldirektor des Mouvement général des Fonds (Finanzströme) im Finanzministerium ernannt. Diesen Posten bekleidete er noch unter der Präsidentschaft von Adolphe Thiers, der ihn 1873 aufgrund seiner Dienste bei den großen Anleihen, die für die Begleichung der Reparationen nach dem Krieg von 1870/71 ausgegeben wurden, zum Großoffizier der Ehrenlegion machte.
Von 1871 bis zu seinem Tod war er Bürgermeister von Élincourt-Sainte-Marguerite und von 1874 bis 1881 vertrat er das Département Oise als Generalrat. 1876 wurde er zum Abgeordneten gewählt. Obwohl er keine bestimmte Parteipräferenz aufwies, unterstützte er die monarchistische Minderheit (insbesondere während der Krise des 16. Mai). Er schloss sich auch dem darauffolgenden Protest der 363 (republikanischen) Abgeordneten nicht an. Darauf wurde er für die Wahlen am 14. Oktober 1877 zum offiziellen Kandidaten des Präsidenten Mac Mahon ernannt. Bei dieser Wahl wurde er jedoch geschlagen.
Am 23. November 1877 wurde er als Finanzminister in das Kabinett Rochebouët, das letzte monarchistisch geprägte Kabinett der Dritten Republik, berufen. Das Kabinett scheiterte aber bereits im Dezember desselben Jahres. Von 1877 bis 1894 war Dutilleul Präsident der Banque de Paris et des Pays-Bas. Er ist auf dem Friedhof Père-Lachaise begraben.